# Huismierkever
De huismierkever (Tillus elongatus) is een keversoort uit de familie van de mierkevers (Cleridae). De wetenschappelijke naam van de soort is gepubliceerd in 1758 door Linnaeus in de tiende editie van Systema naturae.

## Kenmerken
De bonte houtkever wordt zeven tot tien millimeter lang. Het lichaam is vooral bij het mannetje langwerpig en rolvormig. In tegenstelling tot de meeste bonte kevers is deze soort eenvoudig van kleur. Het mannetje is egaal zwart, terwijl het vrouwtje een roodbruin halsschild en blauwzwart gekleurde dekschilden heeft. Uitzonderlijk kan bij het mannetje de basis van het halsschild geheel of gedeeltelijk rood zijn. De dekschilden zijn bij vrouwtjes minder parallel dan bij mannetjes. De bovenzijde is bij beide geslachten lang en schuin behaard, met ruwe, zwarte haren. Halsschild en dekschilden kunnen witte, dwarslopende vlekken hebben.
De kop is iets breder dan het halsschild. De monddelen zijn naar beneden gericht. De bovenkaak heeft aan de punt twee tanden. De drieledige lipvoelers zijn krachtiger ontwikkeld dan de kaakvoelers. Het laatste lid van de kaakvoelers is bijlvormig tot schepvormig verbreed, het eindlid van de lipvoelers is langgerekt en geleidelijk spits toelopend. De ronde ogen liggen dicht bij het halsschild. De stevige antennes zijn vanaf het derde lid aan de binnenzijde gezaagd, het tweede lid is klein en afgerond.
Het halsschild is duidelijk smaller dan de dekschilden. Het is rolvormig afgerond en aan de zijkanten niet gezoomd.
De dekschilden kunnen de laatste segmenten van het achterlijf onbedekt laten. Ze zijn voorzien van eenvoudige, bijna tot aan de punt doorlopende rijen van puntjes.
Het achterlijf heeft zes zichtbare buikplaten. De tarsen zijn duidelijk vijfledig. Het eerste voetlid is aan de onderzijde zoolvormig verlengd; alle voetleden behalve het vijfde zijn meer of minder trechtervormig ingesneden en omsluiten deels de basis van het volgende voetlid. De klauwen hebben grote tanden, waardoor ze gespleten lijken.

## Levenswijze
Deze warmteminnende soort komt voor in oude loof- en gemengde bossen, evenals in parken. Ze worden meestal aangetroffen aan bosranden of op open plekken op zonbeschenen liggende stammen van loofbomen die door insecten zijn aangetast. Daarnaast zijn ze ook te vinden op bloeiende struiken en bloeiende lindebomen.
De vrouwtjes beschikken over een goed ontwikkeld legapparaat. Hiermee leggen ze hun eitjes in houtscheuren of in de uitvlieggaten van andere in hout levende insecten. De langwerpige larven jagen op insectenlarven die in hout leven, vooral de larven van klopkevers. Met hun klauwen en twee chitinehaken aan het lichaamseinde kunnen ze zich een weg banen door met boormeel verstopte gangen. Daarbij wordt vaak boormeel uit de gangen geworpen. Met hun monddelen kunnen ze zich ook naar aangrenzende gangen doorbijten als de tussenwanden dun zijn. ’s Nachts verlaten de larven soms hun gangenstelsel om over het houtoppervlak naar een verder gelegen uitvlieggat te kruipen. Op die manier ontsluiten ze nieuwe gangenstelsels. Voor de verpopping worden blinde eindgangen verbreed en als popkamer ingericht. De volwassen kevers zijn te vinden in mei en juni, vooral vrouwtjes en bij voorkeur ’s nachts aan oude loofbomen.